# Antonio Esquivel
Antonio Esquivel, también conocido como Tony Esquivel, (Bandera, Texas, 13 de febrero de 1862-Elmendorf, Texas, 1935) fue un jinete estadounidense, hijo de padre español y de madre polaca.
Fue uno de los integrantes originales del espectáculo de Buffalo Bill llamado Buffalo Bill Wild West Show, del que formó parte de 1883 hasta 1893, y de nuevo, de 1902 a 1905. También trabajó en una compañía maderera, entrenando ponies para jugar al polo y ocasionalmente de traductor, ya que era capaz de hablar en español, inglés, polaco, siux y otros idiomas. Su hermano, Joe Esquivel, también formó parte del espectáculo del Buffalo Bill.